# Меліхов Юрій Афанасійович
Меліхов Юрій Афанасійович (1 квітня 1937 — лютий 2000) — радянський велогонщик.
Бронзовий призер Олімпійських Ігор 1960 року в роздільній командній гонці, учасник 1964 року.
Бронзовий призер Чемпіонату світу з велоперегонів на шосе 1963 року в роздільній командній гонці.